# Sypnoides mandarina
Sypnoides mandarina är en fjärilsart som beskrevs av John Henry Leech 1900. Sypnoides mandarina ingår i släktet Sypnoides och familjen nattflyn. Inga underarter finns listade i Catalogue of Life.